# Aristolochia urbaniana
Aristolochia urbaniana là một loài thực vật có hoa trong họ Aristolochiaceae. Loài này được Taub. mô tả khoa học đầu tiên năm 1890.